# 東洋放送
東洋放送（TBC、トンヤンバンソン、동양방송）は、1964年から1980年まで存在していた大韓民国の民放ラジオ局、および民放テレビ局である。

## 歴史

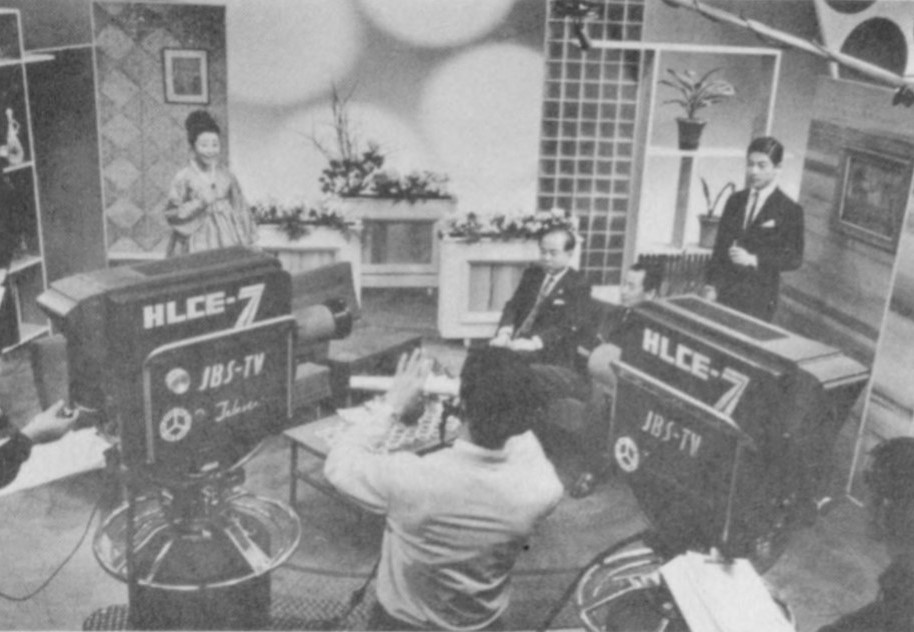
中央テレビのスタジオ（1965年 - 66年頃）

東洋放送のルーツは、のちに韓国の大手財閥となったサムスン（三星）の出資により、1964年5月9日に開局した「ラジオソウル」（略称：RSB）にさかのぼる。ソウルでは文化放送、東亜放送に続く3局目の民放AMラジオ局であった。周波数は中波1380kc/sであったが、後に2度の世界的中波再編で640kHz⇒639kHzと変遷。
同年の12月7日、「東洋テレビジョン」（当時の略称は“Dong-Yang Television”からDTV）がソウル第7チャンネルで、韓国初のテレビ局だった旧大韓放送を引き継いだソウル中央テレビジョン（現・KBS第1テレビジョン）に次ぐ放送を開始した（テレビでは文化放送よりも先だった）。この5日後には釜山でもテレビジョン放送を開始。
翌1965年6月25日、ソウルFM放送株式会社（呼出符号：HLCD-FM）が、FMラジオ放送を89.1MHzで開始した。同じ年にサムスン系列の新聞である中央日報が創刊されたことにともない、同年8月16日、ラジオソウルは「中央ラジオ」（略称：JBS）に、東洋テレビジョン旧社は「中央テレビ」（略称：JBS TV）に、それぞれ名称が統一された。
しかし、当時KBSを運営していた政府から「民間放送に“中央”という名称は不適切ではないか」という意見がだされ、1966年8月15日、名称を「東洋ラジオ」(略称：TBC）、「東洋テレビ」(略称：TBC TV）にふたたび変えることとなった。同年中、この両社が経営統合の上、前述のソウルFMを吸収合併し、「東洋放送」（略称：TBC）となった。また1974年には、当時の韓国放送界のトレンドとなっていた新聞・放送の経営統合という流れを受け、中央日報と合併して「株式会社中央日報・東洋放送」になった。
当初は韓国を代表する民放として、文化放送とならぶ人気を謳歌していたが、韓国の放送界における視聴率の競争を始めさせたという批判もある。
- テレビジョン放送はソウル市民から「TBC」または「七番（チルボン）」の愛称で親しまれた。文化放送が、アメリカ製アニメーションを中心に放送したのに対し、東洋放送は東洋テレビ旧社の時代から日本テレビ放送網（日テレ）と提携関係にあった[3]影響から日本製アニメーションの放送が多かったといわれる。

1960年代末に日本で放送されたアニメ『黄金バット』『妖怪人間ベム』は東洋放送の子会社、東洋動画がアニメーション制作を担当した。また1972年には日テレのオーディション番組『スター誕生!』が初の海外特集として同局で公開録画をおこなったこともある。他にも海外のアーティストもゲストとして登場することもあった音楽バラエティ『ショー･ショー･ショー』は人気番組だった。
- 一方ラジオでは、夜の時間帯に『刑事』などのラジオドラマ、平日の夜8時からのスタジオ公開番組（番組名不明）や、当時、ソウルの若者リスナーのハートを釘付けにし、KBS統合後40年以上がたった今でも人気長寿番組として存在するディスクジョッキー番組『夜を忘れたあなたに』またFMでは、朝のワイド番組『FM大行進』、『正午のポップソング』（この2番組もKBS第2FMになってからも引き続き放送。特に『正午のポップソング』はKBS大邱FM（旧韓国FM放送）版など、地方のKBS音楽FM放送がそれぞれ制作するローカル放送もあった）など、一時はソウルでトップの聴取率・視聴率を誇った。

## 言論統廃合
1980年、クーデターによって執権した全斗煥政権によって、マスコミ統制のための「言論統廃合」が断行され、東洋放送も同年11月30日（日曜日）に閉局された。テレビ・ラジオ局は、公営の韓国放送公社（KBS）がその事業を引き継ぎ、KBS第2テレビジョン、KBS第3ラジオ（当時。現在の第2ラジオ“Happy FM”）、KBS第2FMとなった。その最後の放送日である1980年11月30日の夜、東洋放送テレビではお別れの特別番組が放映され、ラジオでは夜11時の「夜を忘れたあなたに」で、司会者のファン・イニョンが涙声の告別番組が送出された。これは政権による強制的な統廃合であるが、建前としては自主的な統廃合であったため、政府からは「悲壮感や涙ながらの内容にならないように」と注文されたという。当時の有名司会者ホ・チャムは、トーク番組「膝打ち導師」の2008年3月12日放送分で「東洋放送の告別放送で多くの歌手が泣いて、涙の海になってしまった。特にイ・ウナはこの放送で泣いたことで、しばらく放送局への出演が停止された」と語った。この当時の詳細なコメントについてはこちらを参照されたい。

## 言論統廃合後、JTBC開局まで
言論統廃合により失職した従業員のほとんどはKBSへ移り、放送事業に継続して携わったものの、一部は野に下り、“TBCi.co.kr”というサイトを立ち上げるなどTBC復活を目指し活動を続けていた。そんな中で2010年、李明博政権により新聞社による放送事業への参入が許容され、東洋放送を有していた中央日報は、日本でいうところのスカパー!に相当する衛星放送やケーブルテレビ局向けに配信する総合編成テレビ局への参入を申し込んだ。同年12月31日に東亜日報、朝鮮日報、毎日経済新聞と共に許可され、
2011年12月1日、JTBC（中央東洋放送）として再び開局した。JTBCは“復活 TBC、誕生 JTBC”を発足時のキャッチコピーに掲げているが、財閥系列の新聞社による放送掌握の試みではないかとする批判もある。
現在韓国にはSBS系列の地方民放局として大邱広域市にTBC（大邱放送）があるが、上記の東洋放送とは無関係である。

## ネットワーク
地方ネットワーク形成では文化放送に遅れをとった。いずれも廃局時のデータ。

### 直営
東洋テレビジョン
ソウル局／HLKC-TV　KO-7ch
釜山局／HLKE-TV　KO-7ch
東洋ラジオ
ソウル局／HLKC　639kHz
東洋FM
ソウル局／HLKC-FM　89.1MHz

### 系列局
いずれもラジオ局。AM2社の周波数はKBS新第3ラジオ（愛の声放送）の中継局に、韓国FMはKBS大邱局の音楽FM放送に、それぞれ転換。
全日放送（VOC）
光州局／HLAA　1220kHz→1224kHz 20kW
西海放送（SBC）
全羅北道群山局／HLAS　680kHz→675kHz 10kW
韓国FM放送（bbc-fm）
大邱局／HLCB-FM　89.7MHz 1kW